# شانون كارميلا
شانون كارميلا (بالهولندية: Shanon Carmelia)‏ (20 مارس 1989 في كوراساو - ) هو لاعب كرة قدم هولندي في مركز الوسط. شارك مع منتخب جزر الأنتيل الهولندية لكرة القدم ومنتخب كوراساو لكرة القدم. أما مع النوادي، فقد لعب مع إن إي سي نيميخن وCRKSV Jong Colombia ‏ وCentro Social Deportivo Barber ‏.

## وصلات خارجية
- شانون كارميلا على موقع الاتحاد الدولي (مؤرشف)  (الإنجليزية)
- شانون كارميلا على موقع قاعدة بيانات كرة القدم.إي يو (الإنجليزية)
- شانون كارميلا على موقع ناشيونال فوتبول تيمز (الإنجليزية)
- شانون كارميلا على موقع Soccerway.com (الإنجليزية)